# أرنو دوس سانتوس
أرنو دوس سانتوس (19 سبتمبر 1945

 في بيوتر) (بالفرنسية: Arnaud Dos Santos)‏ لاعب كرة قدم فرنسي معتزل كان يجيد اللعب في خط الوسط وحاليا مدرب من دون عقد .
لعب دوس سانتوس في أندية بولوني (1964-1966) روين (1966-1970) موناكو (1970-1972) بوردو (1972-1974) تروا (1974-1976) ليل (1976-1980) .
تولى دوس سانتوس تدريب أندية ليل (1982-1984) بوفيه (1984-1986) روين (1986-1990) لنس (1990-1992) إستر (1993-1994) أميين (1994-1998) إستر مجددا (1999-2002) .

## روابط خارجية
- أرنو دوس سانتوس على موقع قاعدة بيانات كرة القدم.إي يو (الإنجليزية)